# Ngụy Tục
Ngụy Tục (chữ Hán: 魏续; bính âm: Wei Xu) là một viên bộ tướng phục vụ dưới trướng của lãnh chúa Lã Bố trong thời kỳ nhà Hán của lịch sử Trung Quốc. Ngụy Tục xuất thân vốn là một tên sơn tặc bị lực lượng của Viên Thuật tiễu trừ. Khi Lã Bố đến địa bàn hoạt động của Ngụy Tục để chiêu dụ. Ngụy Tục đã theo về, Lã Bố cho Ngụy Tục theo Cao Thuận đánh trận. Năm 198, khi Tào Tháo tiến đánh Lã Bố trong trận Hạ Bì, Ngụy Tục cùng người bạn cùng quê là Hầu Thành và Tống Hiến phản bội Lã Bố và bắt trói Lã Bố cùng với quân sư Trần Cung dâng cho Tào Tháo. Tào Tháo sau đó đã hành quyết Lã Bố.

## TrongTam Quốc diễn nghĩa
Trong tác phẩm Tam Quốc diễn nghĩa của nhà văn La Quán Trung, vào Hồi 19, khi quân Lã Bố có một số thắng lợi nhỏ với Tào Tháo, người bạn đồng quê của Ngụy Tục là Hầu Thành vì muốn mừng thắng lợi nên đã đem rượu đến chúc mừng Lã Bố. Nhưng hiện Lã Bố đang có lệnh cấm rượu, vì vậy ông đã phạt Hầu Thành 50 trượng, vì quá ấm ức bất mãn nên Hầu Thành đã bàn với Ngụy Tục và Tống Hiến cùng làm phản. Hầu Thành trộm Xích Thố của Lã Bố rồi lẻn khỏi thanh đem đến dâng Tào Tháo. Tào Tháo phát động tấn công quyết liệt, Lã Bố phải đích thân lên tường thành phòng thủ, đánh từ sáng đến trưa Lã Bố mệt quá thiếp đi tại Bạch Môn Lầu. Tống Hiến cùng Ngụy Tục nhân cơ hội trói chặt Lã Bố và treo cờ trắng đầu hàng. Họ quăng cây Phương Thiên kích của Lã Bố xuống làm bằng chứng. Tào Tháo cho quân tràn vào thành.
Tại hồi 25, khi Viên Thiệu sai đại tướng Nhan Lương tấn công quân Tào ở trận Bạch Mã. Trông xa thấy cả một cánh đồng rộng, mười vạn tiền bộ tinh binh của Nhan Lương đều đã dàn thành trận thế. Tháo cho Tống Hiến xông vào đánh Nhan Lương nhưng chưa được ba hiệp, Nhan Lương đã đâm chết Tống Hiến ở trước trận. Ngụy Tục thấy bạn bị giết liền nói lớn: "Thừa tướng! Nhan Lương đã giết chết người anh em của tôi, tôi xin ra giết Nhan Lương để báo thù. Ngụy Tục xông ra báo thù cho bạn cũng bị Nhan Lương chém chết sau một hiệp đấu."